# Parajulis poecilepterus
Parajulis poecilepterus - gatunek ryby z rodziny wargaczowatych, jedyny przedstawiciel rodzaju Parajulis Bleeker, 1865. Poławiana gospodarczo i w wędkarstwie, hodowana w akwariach morskich.

## Występowanie
Północno-zachodni Ocean Spokojny.
Dorasta do 34 cm długości.